# Михайловка (Давлекановський район)
Миха́йловка (рос. Михайловка, башк. Михайловка) — хутір у складі Давлекановського району Башкортостану, Росія. Входить до складу Поляковської сільської ради.
До 10 вересня 2007 року хутір називався 1536 км.
Населення — 22 особи (2010; 28 в 2002).
Національний склад:
- башкири — 57 %
- росіяни — 28 %